# Бирдик (Тогуз-Тороуский район)
Бирдик (кирг. Бирдик) — село в Тогуз-Тороуском районе Джалал-Абадской области Кыргызстана. Входит в состав Кок-Иримского айылного аймака.

## География
Село расположено в восточной части области, на левом берегу реки Кёк-Ирим, на расстоянии приблизительно 7 километров (по прямой) к западу от села Казарман, административного центра района. Абсолютная высота — 1323 метра над уровнем моря.

## Население
Согласно оценочным данным Национального статистического комитета Кыргызской Республики, численность населения села на начало 2023 года составляла 1357 человек.
| год     | 2009 | 2014 | 2015 | 2020 | 2021 | 2023 |
| ------- | ---- | ---- | ---- | ---- | ---- | ---- |
| человек | 1118 | 1413 | 1254 | 1363 | 1367 | 1357 |